# Àcid ipuròlic
L'àcid ipuròlic, el qual nom sistemàtic és àcid (3S,11S)-dihidroxitetradecanoic, és un àcid carboxílic de cadena lineal amb catorze àtoms de carboni i dos grups hidroxil, {\displaystyle {\ce {-OH}}}, la qual fórmula molecular és {\displaystyle {\ce {C14H28O4}}}. En bioquímica és considerat un àcid gras.

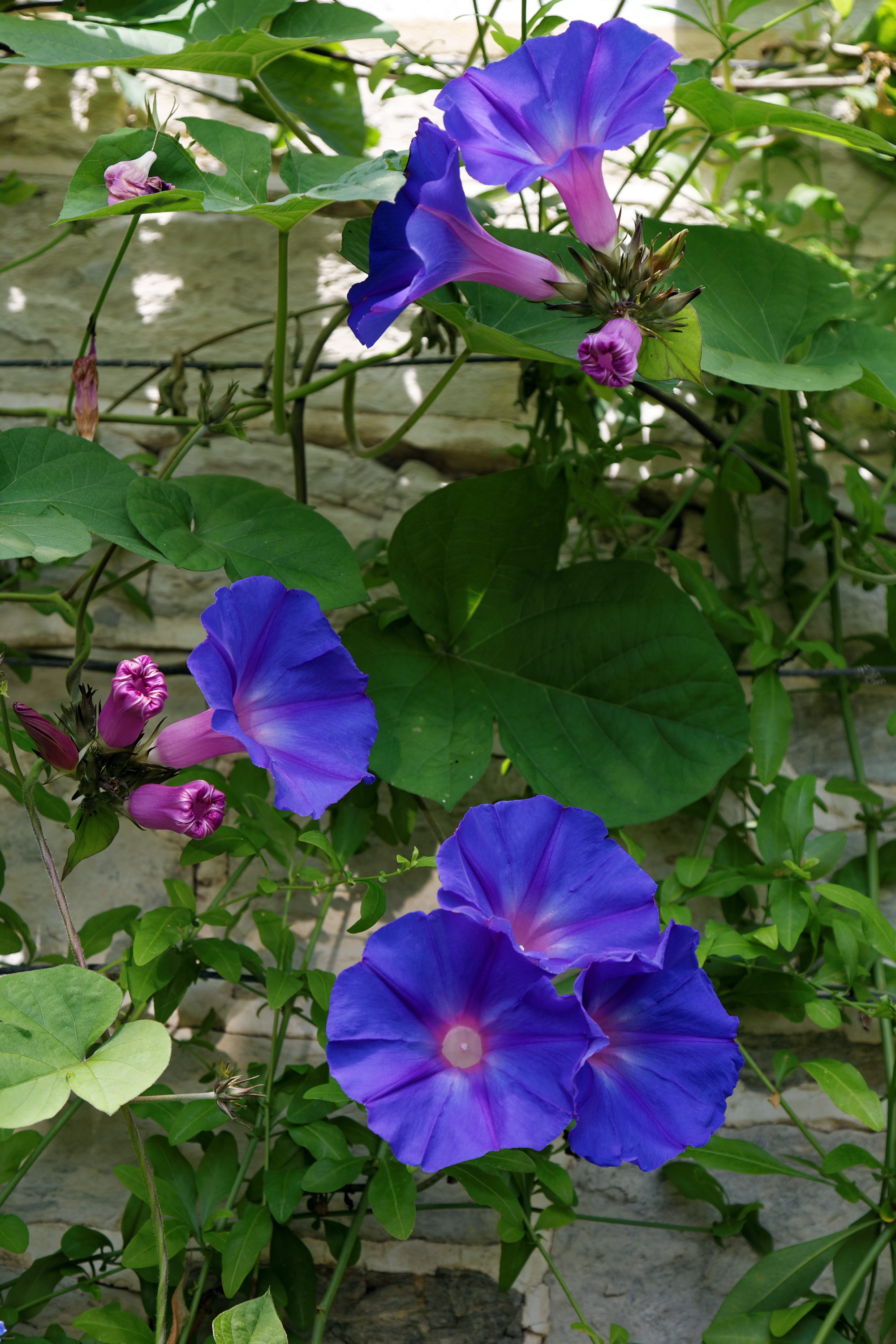
Ipomoea purpurea

Fou aïllat per primera vegada el 1909 per Frederick B. Power i Harold Rogerson de les arrels de la campaneta Ipomoea purpurea, i la seva configuració absoluta no fou determinada fins al 1990 pel japonès Masateru Ono i col·laboradors. S'ha identificat en altres sis espècies del mateix gènere.